# サモス県

サモス県
Περιφερειακή ενότητα Σάμου測地系: 北緯37度45分 東経26度50分 / 北緯37.750度 東経26.833度座標: 北緯37度45分 東経26度50分 / 北緯37.750度 東経26.833度

サモス県（サモスけん、ギリシア語: Σάμος / Samos）は、ギリシャ共和国の北エーゲ地方を構成する行政区（ペリフェリアキ・エノティタ）のひとつ。県都はサモス島のヴァティ。
かつてはイカリア島なども含まれていたが、2011年の行政区画再編以後、サモス県はサモス島のみからなる。

## 地理
パッセンジャー港、カルロヴァシ港、ピタゴリオ港などの比較的大きな港がある。このうちピタゴリオには古代ギリシャの遺跡があり、サモス島のピタゴリオとヘーラー神殿としてユネスコの世界遺産にも登録されている。
アクセスはサモス島のサモス国際空港が最も便利で、1年中アテネ国際空港の往復便を運行している。また、夏にはヨーロッパの他の空港からも便が出ている。
県の特産品には、甘みが特徴のワインとオリーブ油がある。この特産品は、サモスの主要産業の1つとなっている。他には天日干しにしたイチジク、アーモンド、蜂蜜などがある。

## 行政区画

### 市（ディモス）
現行の行政区画としてのサモス県（Περιφερειακή ενότητα Σάμου）は、サモス島1島を管轄するサモス市1市のみからなる。
- 旧サモス県
- 旧サモス県の旧自治体（1999年 - 2010年）
- サモス県(1)とイカリア県(2,3)

### 旧自治体（ディモティキ・エノティタ）
カリクラティス改革（2011年1月施行）以前の自治体（ノモス）としてのサモス県（Νομός Σάμου）には、イカリア島、サモス島などが属し、8つのディモスを管轄していた。2005年時点でサモス県には44,114人が住んでおり、行政面積は778 km2、人口密度は56.7人/km2であった。
改革にともない、サモス島の基礎自治体がすべて合併してサモス市が発足し、イカリア島などはイカリア県として分離した。旧自治体は新自治体（ディモス）を構成する行政区（ディモティキ・エノティタ）となっている。
下表の番号は上図と対応している。「政庁所在地」欄で太字になっているものは、新自治体の政庁所在地となったものを示す。
|   | 旧自治体           | 綴り            | 政庁所在地         | 新自治体                         |
| - | ------------------ | --------------- | ------------------ | -------------------------------- |
| 1 | ヴァティ           | Βαθύ            | ヴァティ (el)      | サモス                           |
| 2 | アイオス・キリコス | Άγιος Κήρυκος   | アイオス・キリコス | イカリア（イカリア県）           |
| 3 | エヴディロス       | Εύδηλος         | エヴディロス       | イカリア（イカリア県）           |
| 4 | カルロヴァシ       | Καρλόβασι       | カルロヴァシ (el)  | サモス                           |
| 5 | マラトカンボス     | Μαραθόκαμπος    | マラトカンボス     | サモス                           |
| 6 | ピタゴリオ         | Πυθαγόρειο      | ピタゴリオ         | サモス                           |
| 7 | ラヘス             | Ράχες           | ラヘス             | イカリア（イカリア県）           |
| 8 | フルニ・コルセオン | Φούρνοι Κορσέων | フルニ (el)        | フルニ・コルセオン（イカリア県） |

- Διοικητική διαίρεση νομού Σάμου (πρόγραμμα Καποδίστριας) - 旧サモス県の自治体・集落一覧（1999年 - 2010年）

### 郡（エパルヒア）
ノモスとしてのサモス県には、サモスとイカリアの2つの郡（エパルヒア）があったが、2006年以降法的な位置づけは行われていない。
| 郡名            | 綴り   | 中心地             |
| --------------- | ------ | ------------------ |
| サモス郡 (en)   | Σάμος  | サモス             |
| イカリア郡 (en) | Ικαρία | アイオス・キリコス |